# Кхампху
Кхампху (кампу, Кхамфу) (*тай. คำฟู;д/н — 1336) — 4-й володар держави Ланна у 1334—1336 роках.

## Життєпис
Син володаря Сенпху. Зі сходження батька у 1324 році на трон отримав титул тхао (принц). У 1327 року з переїздом Сенпху до міста Чіангсен отримав призначення намісника Чіангмаю з наданням титулу пхая (співволодаря).
Йому вдалося розширити Лан На на схід. Він захопив князівство Пхаяо, поваливши Кхамденга (за іншими відомостями сина останнього). 1334 року після смерті батька успадкував владу. Перебрався до Чіангсена, призначивши намісником Чіангмаю сина-спадкоємця Пхаю. Продовжив розширення кордонів. Втім його спроба зайняти тайське князівство Пре завершилася невдачею. 
Помер 1336 року від укуса чи нападу крокодила. Йому не надали допомогу, окількикородил був священною твариною, що «захищала» Чіангмай. Урна з прахом Кхампху була виявлена в 1926 році під час реконструкції храму Ват Пхра Сінгх ,але згодом вона зникла й досі не виявлена. Йому спадкував син Пхаю.